# Castello (Lecco)
Castello (Castèll in dialetto lecchese, Castello sopra Lecco dal 1863 al 1923) è una parrocchia e un rione della città di Lecco posto a ridosso del centro.

## Geografia fisica
Fra tutti i rioni è quello più vicino al centro comunale, poiché si trova poche centinaia di metri a nord-est di esso. È attraversato dal torrente Gerenzone e da un suo effluente, la Fiumicella.

## Storia
Il suo nome deriva dal fatto che in tempo medievale, nella zona dove oggi sorge il rione, si ergeva un castello di epoca carolingia. La fortificazione, distrutta per opera del milanese Matteo Visconti, fu successivamente ricostruita, in riva al lago, per iniziativa di Azzone Visconti.
Per molto tempo fu uno dei Comuni Vicani della Comunità di Lecco e la sede del palazzo dell'Arcivescovo di Milano. Per questo fino al 1584 rimase la sede del prevosto dell'intero vicariato; nel 1771 si registrarono 856 residenti, saliti a 919 nel 1803. Per pochi anni, successivamente all'avvento di Napoleone nel nord Italia, il comune venne aggregato a Lecco, per poi tornare autonomo con l'avvento degli austriaci. Nel 1853 si registrarono 1 318 residenti, che aumentarono ulteriormente nel 1869 quando gli venne unito l'ex comune di Olate, anch'esso attuale rione della città, insieme alla sua frazione Bonacina, mentre pochi anni prima, nel 1863, il suo nome era stato modificato in Castello sopra Lecco  dall'originale Castello di Lecco.
Con lo sviluppo dell'industria e del settore secondario, a Castello sorsero industrie tra le più importanti del territorio lecchese, come l'acciaieria Badoni, oltre che alcune ville di signori milanesi come il Palazzo Belgiojoso. Il comune di Castello sopra Lecco venne soppresso ed aggregato a Lecco coi suoi 5 175 abitanti nel 1923.

## Architetture
Alcune architetture religiose presenti nel rione sono la Chiesa parrocchiale dei Santi Gervasio e Protasio con l'antistante Monumento a San Giovanni Nepomuceno, la Chiesa dei Santi Nazzaro e Celso (detta di San Carlo), probabilmente edificata intorno all'anno Mille, e la Chiesa del Seminario, edificata nel XIII secolo.